# Imernitsin
Imernitsin (del ruso: Имерницин) es un jútor del raión de Briujovétskaya del krai de Krasnodar en el sur de Rusia. Está situado 9 km al sureste de Briujovétskaya y 75 km al norte de Krasnodar, la capital del krai. Pertenece al municipio rural Briujovétskoye. Tenía 147 habitantes en 2010